# Johann Studnicka
Johann Studnicka (Vienna, 12 ottobre 1883 – 10 ottobre 1967) è stato un allenatore di calcio e calciatore austriaco, di ruolo attaccante.

## Carriera
Fu capocannoniere del campionato austriaco nel 1913 (assieme a Richard Kuthan e Johann Neumann).

## Statistiche

### Cronologia presenze e reti in nazionale
| Cronologia completa delle presenze e delle reti in nazionale ― Austria | Cronologia completa delle presenze e delle reti in nazionale ― Austria | Cronologia completa delle presenze e delle reti in nazionale ― Austria | Cronologia completa delle presenze e delle reti in nazionale ― Austria | Cronologia completa delle presenze e delle reti in nazionale ― Austria | Cronologia completa delle presenze e delle reti in nazionale ― Austria | Cronologia completa delle presenze e delle reti in nazionale ― Austria | Cronologia completa delle presenze e delle reti in nazionale ― Austria |
| Data                                                                   | Città                                                                  | In casa                                                                | Risultato                                                              | Ospiti                                                                 | Competizione                                                           | Reti                                                                   | Note                                                                   |
| ---------------------------------------------------------------------- | ---------------------------------------------------------------------- | ---------------------------------------------------------------------- | ---------------------------------------------------------------------- | ---------------------------------------------------------------------- | ---------------------------------------------------------------------- | ---------------------------------------------------------------------- | ---------------------------------------------------------------------- |
| 12-10-1902                                                             | Vienna                                                                 | Austria                                                                | 5 – 0                                                                  | Ungheria                                                               | Amichevole                                                             | 3                                                                      | Prima partita della nazionale austriaca                                |
| 11-6-1903                                                              | Budapest                                                               | Ungheria                                                               | 3 – 2                                                                  | Austria                                                                | Amichevole                                                             | 1                                                                      | Cap.                                                                   |
| 11-10-1903                                                             | Vienna                                                                 | Austria                                                                | 4 – 2                                                                  | Ungheria                                                               | Amichevole                                                             | 3                                                                      | Cap.                                                                   |
| 9-10-1904                                                              | Vienna                                                                 | Austria                                                                | 5 – 4                                                                  | Ungheria                                                               | Amichevole                                                             | -                                                                      | Cap.                                                                   |
| 7-6-1908                                                               | Vienna                                                                 | Austria                                                                | 3 – 2                                                                  | Germania                                                               | Amichevole                                                             | 1                                                                      | Cap.                                                                   |
| 1-11-1908                                                              | Budapest                                                               | Ungheria                                                               | 5 – 3                                                                  | Austria                                                                | Amichevole                                                             | 1                                                                      |                                                                        |
| 6-11-1910                                                              | Budapest                                                               | Ungheria                                                               | 3 – 0                                                                  | Austria                                                                | Amichevole                                                             | -                                                                      | Cap.                                                                   |
| 5-11-1911                                                              | Budapest                                                               | Ungheria                                                               | 2 – 0                                                                  | Austria                                                                | Trofeo Wagner                                                          | -                                                                      | Cap.                                                                   |
| 5-5-1912                                                               | Vienna                                                                 | Austria                                                                | 1 – 1                                                                  | Ungheria                                                               | Trofeo Wagner                                                          | -                                                                      | Cap.                                                                   |
| 29-6-1912                                                              | Solna                                                                  | Austria                                                                | 5 – 1                                                                  | Germania                                                               | Olimpiadi 1912                                                         | 1                                                                      | Cap.                                                                   |
| 30-6-1912                                                              | Solna                                                                  | Austria                                                                | 1 – 3                                                                  | Paesi Bassi                                                            | Olimpiadi 1912                                                         | -                                                                      | Cap.                                                                   |
| 3-7-1912                                                               | Stoccolma                                                              | Austria                                                                | 5 – 1                                                                  | Italia                                                                 | Olimpiadi 1912                                                         | 1                                                                      | Cap.                                                                   |
| 27-4-1913                                                              | Vienna                                                                 | Austria                                                                | 1 – 4                                                                  | Ungheria                                                               | Trofeo Wagner                                                          | 1                                                                      | Cap.                                                                   |
| 4-10-1914                                                              | Budapest                                                               | Ungheria                                                               | 2 – 2                                                                  | Austria                                                                | Amichevole                                                             | 1                                                                      | Cap.                                                                   |
| 2-5-1915                                                               | Budapest                                                               | Ungheria                                                               | 2 – 5                                                                  | Austria                                                                | Amichevole                                                             | 2                                                                      | Cap.                                                                   |
| 30-5-1915                                                              | Vienna                                                                 | Austria                                                                | 1 – 2                                                                  | Ungheria                                                               | Amichevole                                                             | -                                                                      | Cap.                                                                   |
| 3-10-1915                                                              | Vienna                                                                 | Austria                                                                | 4 – 2                                                                  | Ungheria                                                               | Amichevole                                                             | -                                                                      | Cap.                                                                   |
| 7-11-1915                                                              | Budapest                                                               | Ungheria                                                               | 6 – 2                                                                  | Austria                                                                | Amichevole                                                             | 1                                                                      | Cap.                                                                   |
| 7-5-1916                                                               | Vienna                                                                 | Austria                                                                | 3 – 1                                                                  | Ungheria                                                               | Amichevole                                                             | 1                                                                      | Cap.                                                                   |
| 4-6-1916                                                               | Budapest                                                               | Ungheria                                                               | 2 – 1                                                                  | Austria                                                                | Amichevole                                                             | -                                                                      | Cap.                                                                   |
| 1-10-1916                                                              | Budapest                                                               | Ungheria                                                               | 2 – 3                                                                  | Austria                                                                | Amichevole                                                             | -                                                                      | Cap.                                                                   |
| 5-11-1916                                                              | Vienna                                                                 | Austria                                                                | 3 – 3                                                                  | Ungheria                                                               | Amichevole                                                             | -                                                                      | Cap.                                                                   |
| 6-5-1917                                                               | Vienna                                                                 | Austria                                                                | 1 – 1                                                                  | Ungheria                                                               | Amichevole                                                             | -                                                                      | Cap.                                                                   |
| 3-6-1917                                                               | Budapest                                                               | Ungheria                                                               | 6 – 2                                                                  | Austria                                                                | Amichevole                                                             | -                                                                      | Cap.                                                                   |
| 4-11-1917                                                              | Vienna                                                                 | Austria                                                                | 1 – 2                                                                  | Ungheria                                                               | Amichevole                                                             | -                                                                      | Cap.                                                                   |
| 23-12-1917                                                             | Basilea                                                                | Svizzera                                                               | 0 – 1                                                                  | Austria                                                                | Amichevole                                                             | -                                                                      | Cap.                                                                   |
| 26-12-1917                                                             | Zurigo                                                                 | Svizzera                                                               | 3 – 2                                                                  | Austria                                                                | Amichevole                                                             | -                                                                      | Cap.                                                                   |
| 9-5-1918                                                               | Vienna                                                                 | Austria                                                                | 5 – 1                                                                  | Svizzera                                                               | Amichevole                                                             | 1                                                                      |                                                                        |
| Totale                                                                 |                                                                        | Presenze                                                               | 28                                                                     |                                                                        | Reti                                                                   | 18                                                                     |                                                                        |

## Palmarès

### Giocatore

#### Competizioni nazionali
- Campionato austriaco: 1

Wiener AC: 1914-1915

### Allenatore

#### Competizioni nazionali
- Campionato svizzero: 1

Zurigo: 1923-1924